# Daizen Maeda
Daizen Maeda (japonsky 前田 大然, * 20. října 1997) je japonský fotbalista.

## Klubová kariéra
S kariérou začal v japonském klubu Matsumoto Yamaga FC. V roce 2019 přestoupil do portugalského klubu CS Marítimo.

## Reprezentační kariéra
S japonskou reprezentací se zúčastnil Copa América 2019. Jeho debut za A-mužstvo Japonska proběhl v zápase proti Chile 17. června. Maeda odehrál za japonský národní tým celkem 2 reprezentační utkání.

## Statistiky
| Japonsko | Japonsko | Japonsko |
| Roky     | Záp.     | Góly     |
| -------- | -------- | -------- |
| 2019     | 2        | 0        |
| Celkem   | 2        | 0        |